# Syskonvårtkaktus
Syskonvårtkaktus (Mammillaria compressa) är en suckulent växt inom vårtkaktussläktet och familjen kaktusväxter. Arten beskrevs av Augustin Pyrame de Candolle 1828.